# Juanra Cabrero
Juan Ramón Cabrero, más conocido como Juanra (Estivella, Valencia, España, 24 de abril de 1980) es un exfutbolista español.

## Trayectoria
Formado en las categorías inferiores del Levante UD, debutó con el primer equipo, en Segunda División, la temporada 1999-00. Continuó varios años en el club granota, alternando el filial con el equipo profesional hasta fichar, el verano de 2006, por el CD Numancia.
Con el club soriano logró ascender a Primera la temporada 2007-08, teniendo un papel destacado ya que la defensa numantina fue la menos goleada de la categoría.
Su debut en Primera División fue el 31 de agosto de 2008 en un partido que terminó con victoria por la mínima del CD Numancia sobre el FC Barcelona. Tras su paso por el Numancia fichó por el Hércules CF por las próximas tres temporadas.
En verano de 2012 renovó por una campaña, con opción a otra, para disputar la cuarta temporada con el club herculano, tercera en Segunda División tras el paso fugaz por Primera División en la temporada 2010-11. Juanra disputó un total de trece partidos en la que sería su última campaña en el equipo alicantino. De esta manera completaría tres ascensos a Primera División con tres equipos distintos, Levante U. D., C. D. Numancia y Hércules C. F.
Después de estar un año sin equipo, y tras entrenarse durante varias semanas con el C. D. Castellón, llegó a un acuerdo con este para permanecer en la plantilla durante la temporada 2014-15. Hasta que se retiró en la temporada 2015-16.

## Clubes
| Club         | País   | Año        |
| ------------ | ------ | ---------- |
| Levante UD   | España | 1999-2000  |
| Levante UD   | España | 2000-2004  |
| Levante UD B | España | 2004-2006  |
| CD Numancia  | España | 2006- 2009 |
| Hércules CF  | España | 2009-2013  |
| CD Castellón | España | 2014-2016  |
| CD Acero     | España | 2016-2018  |

## Palmarés

### Campeonatos nacionales
| Título                   | Club        | País   | Año  |
| ------------------------ | ----------- | ------ | ---- |
| Liga de Segunda División | Levante UD  | España | 2004 |
| Liga de Segunda División | CD Numancia | España | 2008 |

## Enlaces
- Presentación oficial de Juanra como jugador del Hércules (enlace roto disponible en Internet Archive; véase el historial, la primera versión y la última).

- Datos: Q1083226
- Multimedia: Juanra Cabrero / Q1083226